# کادولتسبورگ
کادولتسبورگ (به آلمانی: Cadolzburg) یک شهر  در آلمان است که در فورت واقع شده‌است. کادولتسبورگ ۱۰٬۲۴۵ نفر جمعیت دارد.

## خواهرخوانده
شهرهای Le Palais-sur-Vienne، موترندورف و Ulten Valley خواهرخوانده‌های کادولتسبورگ هستند.